# Hamiltonov operator
Hamiltonov operator {\displaystyle \nabla }, što se izgovara kao nabla ili del, u trodimenzionalnom je Kartezijevom koordinatnom sustavu R3 s koordinatama (x, y, z) definiran operatorima parcijalnih derivacija
{\displaystyle \nabla \equiv {\hat {\mathbf {x} }}{\frac {\partial }{\partial x}}+{\hat {\mathbf {y} }}{\frac {\partial }{\partial y}}+{\hat {\mathbf {z} }}{\frac {\partial }{\partial z}},}
gdje su {\displaystyle \{\mathbf {\hat {x}} ,\mathbf {\hat {y}} ,\mathbf {\hat {z}} \}} jedinični vektori usmjereni kao koordinatne osi sustava. Operator se često upotrebljava u fizici, u područjima od mehanike fluida do elektromagnetizma.
Kada djeluje na skalarna polja, njime se dobije gradijent. Kada se zdesna skalarno množi s vektorskim poljem dobije se divergencija tog polja. Kada se zdesna vektorski množi s vektorskim poljem, dobije se rotacija polja. Hamiltonov operator skalarno pomnožen samim sobom daje Laplaceov operator za skalarna polja {\displaystyle \Delta {\overset {\underset {\mathrm {def} }{}}{=}}\nabla ^{2}}.
Definicija se može poopćiti i na n-dimenzionalni Euklidski prostor Rn. U Kartezijevom koordinatnom sustavu s koordinatama (x1, x2, ..., xn), operator {\displaystyle \nabla } se definira kao
{\displaystyle \nabla =\sum _{i=1}^{n}{\hat {e}}^{i}{\partial  \over \partial x_{i}}}
gdje su {\displaystyle \{{\hat {e}}^{i}:1\leq i\leq n\}} jedinični vektori u tom prostoru.
U Einsteinovoj notaciji, gdje se po ponovljenim indeksima provodi zbrajanje, ta se definicija može kraće napisati kao
{\displaystyle \nabla ={\hat {e}}^{i}\,\partial _{i}} .